# Collegiata di San Giovanni Battista (Casei Gerola)
L'Insigne collegiata di San Giovanni Battista è un luogo di culto cattolico situato in via Risorgimento a Casei Gerola, in provincia di Pavia.
Rappresenta uno degli esempi più importanti di architettura gotico lombarda dell'Oltrepò Pavese. È sede della parrocchia omonima del vicariato Padano della diocesi di Tortona.

## Storia
La chiesa è menzionata per la prima volta in un documento del 455. L'edificio attuale fu realizzato tra il XIV ed il XV secolo. Divenne sede parrocchiale nel 1573 rilevando così il ruolo dell'antica pieve di San Martino, situata fuori le mura. Nello stesso anno la chiesa si fregiò del titolo di Insigne Collegiata.

## Descrizione
L'edificio, che offre un'interessante fusione tra il gotico lombardo, il romanico ed in misura minore il barocco, presenta una pianta basilicale ripartita in tre navate con quattro campate. Le volte a crociera degli interni sono sorrette da gli archi a sesto acuto poggianti su piloni a fascio in cotto con capitelli cubici sagomati.
La collegiata presenta una facciata a capanna in mattoni scandita da due contrafforti. Il portale quattrocentesco in cotto coronato da frontespizio è sormontato da un rosone. All'interno, sul secondo pilastro di destra, l'affresco del XV secolo Mater Gratiae. All'interno della Cappella Bottigella, dalle forme tardo-gotiche, si può ammirare un ciclo di affreschi quattrocenteschi, databili 1462-1478, Annunciazione, Deposizione, Incoronazione della Vergine, Padre Eterno, San Marco e San Luca attribuiti a Vincenzo Foppa o agli ambienti della scuola di Giovanni Maria Platina. Sempre all'interno della Cappella Bottigella è conservato un polittico in terracotta policroma degli anni 60 del quattrocento, chiaramente riconducibile alla bottega pavese dei Solari, e una coeva statua marmorea di San Giovanni con il committente Giovanni Matteo Bottigella, probabile opera giovanile di Giovanni Antonio Amadeo. Nella Cappella del Rosario, nella parte destra del presbiterio, l'affresco dell' "Assunzione della Vergine" (XV secolo, attribuito al pittore pavese noto come "Maestro di San Primo") e la Battaglia di Lepanto (XVI secolo). Nella parte sinistra del presbiterio trittico San Rocco, San Girolamo e San Martino attribuito a Cesare da Sesto. Alle spalle dell'abside si apre la sala capitolare, aula quattrocentesca ben conservata con un ciclo di affreschi attribuibili ai Boxilio e databili agli anni 70 del quattrocento.
Nella parte retrostante la chiesa si staglia la torre campanaria del XVI secolo con slanciato pinnacolo.